# Regissör

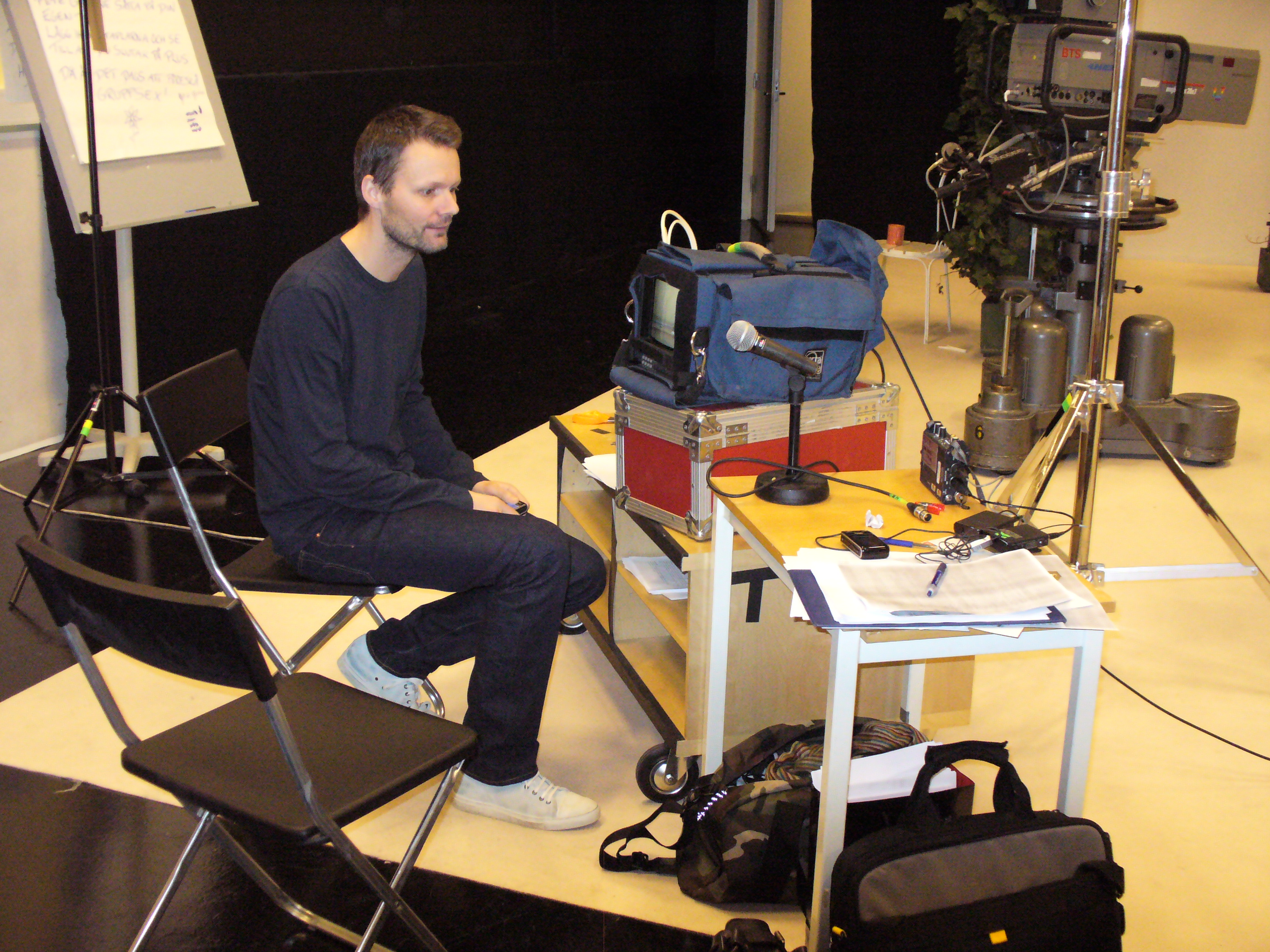
Felix Herngren regisserar Sverige dansar och ler.

Regissör är den person som utövar regi. Ordet regi kommer av latinets rego som betyder ungefär styra, leda.

## Film
En filmregissör leder det konstnärliga arbetet vid en filminspelning.

## Dans
Inom modern dans och balett kallas motsvarigheten för koreograf, men det kan även finnas en regissör som har det övergripande ansvaret i en produktion där koreograferad dans finns med.

## Teater
Teaterregissörer leder arbetet vid teateruppsättningar på scen, radio, TV eller inom musikdramatik som musikal eller opera.